# Gerard Geelhoed
Gerard Gillis Geelhoed (Haastrecht 4 augustus 1920 – Amsterdam 5 oktober 2006) was een Nederlandse communist, politicus, verzetsstrijder en partijbestuurder. 

## Loopbaan
Geelhoed was tijdens de Tweede Wereldoorlog sedert 1942 actief voor de illegale Communistische Partij van Nederland (CPN). In 1943 werd hij lid van de illegale leiding van de CPN in Den Haag. Hij was verantwoordelijk voor productie en verspreiding van de illegale De Waarheid in Den Haag. 
Vanaf 5 mei 1945 was hij hoofdredacteur van de Haagse editie van De Waarheid. Geelhoed was tevens lid van het dagelijks bestuur van het district Den Haag van de CPN. Per 1 januari 1946 werd hij districtssecretaris van de CPN. Tussen 1946 en 1951 was Geelhoed tevens lid van de Haagse gemeenteraad.
Op het eerste naoorlogse CPN congres in januari 1946 werd hij gekozen tot lid van het partijbestuur. Hij was betrokken bij de Haagse tramstaking van 1948. Geelhoed werd per 1 januari 1949 hoofd van de afdeling propaganda van de CPN en ook lid van het dagelijks bestuur van de CPN. Hij gaf leiding aan de Waarheid Filmdienst. Hij was de tekstschrijver voor Gerben Wagenaar. 
In 1951 verhuisde hij naar Amsterdam. Tijdens het partijcongres van 1956 werd Geelhoed niet herkozen wegens 'rechtse' afwijkingen. Geelhoed hield januari 1958 een kritische, door het partijbestuur veroordeelde, rede op de ledenvergadering van de afdeling Amsterdam-Transvaal. Voorjaar 1958 bedankte Geelhoed als lid van de CPN. 
Hij ging vanaf 1957 werken bij de Industriële Koeltechnische Handelsonderneming Kronen N.V. te Amsterdam. Vanaf 1967 tot 1974 was Geelhoed als adjunct-directeur werkzaam bij Verkerke Reprodukties te Ede. 
Gerard Geelhoed werd lid van de Partij van de Arbeid in 1970, wat hij tot 1991 bleef. Vanaf 2000 was hij lid van de Raad van Overleg van de Stichting 1940-1945.